# Camron Lewis
Camron Lewis (19 maggio ...) è un giocatore di football americano statunitense, di ruolo wide receiver.
Dopo aver giocato a football americano per due squadre di college  si trasferisce agli austriaci Danube Dragons (coi quali vince il titolo nazionale). Partecipa al training camp dei San Antonio Brahmas ma non entra nel roster finale.

## Palmarès
- 1 Austrian Bowl (2022)